# Штанге, Владимир Адольфович
Штанге Владимир Адольфович (1856 — 15.07.1918) — российский врач.

## Биография
В 1879 году окончил Императорскую медико-хирургическую академию, в дальнейшем проводил в её стенах научные исследования. В 1886 году осуществил изучение лечебных свойств кумыса для пациентов, страдающих пищеварительными и дыхательными заболеваниями (под руководством Э. Э. Эйхвальда). В 1889 году установил лимфодренирующее воздействие массажа и его основе создал методику, развитую И. В. Заблудовским и ныне признаваемую классической. В 1914 году разработал т. н. «пробу с задержкой дыхания» на вдохе (пробу Штанге), предназначенную для определения достаточности кровообращения, которая используется и в настоящее время.
В 1887 году был приглашён возглавить кафедру физических методов лечения в Императорском клиническом институте великой княгини Елены Павловны. Вёл активную педагогическую деятельность: в частности, читал лекции, посвящённые бальнеологии, массажу, кумысолечению и аппаратной физиотерапии.
Напечатал следующие работы: «О кумысе» (в «Общей терапии» Цимсена, на русском и немецком языках, в 1886 г.); «О роли лимфатической системы в учении о массаже» (1889); «О лечении брюшного тифа холодными ваннами» (на русском и немецком языках, газета «Врач», 1899); «О подкожных впрыскиваниях мышьяка» (в «Юбилейном сборнике профессора Склифосовского», 1901); «О массаже живота» («Врач», 1903); «Ессентуки» («Врач», 1903; совместная работа с д-рами Орловским и Гомолицким; подробное описание Ессентуков, источники, санитарное состояние и лечебное действие).

## Семья
- Жена — Мария Павловна Штанге (1848—1918, урожденная Буре) — младшая дочь часовщика П. К. Буре (1810—1882).
  - Дочери — Евгения (1877—1904) и Мария (1887—1972).
    - Внуки — Михаил Салье (1899—1961), Георгий Салье (1907—1968) и др.[8]